# 戴维·巴克斯
戴维·巴克斯（英語：David Backes，1984年5月1日—），美国男子冰球运动员。他曾代表美国国家队参加2010年和2014年冬季奥林匹克运动会冰球比赛，其中2010年冬季奥运会获得一枚银牌。